# Ma Chih-hung
Dans ce nom chinois, le nom de famille, Ma, précède le nom personnel Chih-hung.
Ma Chih-hung, né le 5 novembre 1985, est un lugeur originaire de Taïwan, compétiteur depuis 2003.
Il est le plus jeune concurrent aux épreuves masculines de luge aux Jeux olympiques d'hiver de 2006 à Turin où il finit 28e. Il participe aux Jeux olympiques d'hiver de 2010 à Vancouver où il finit à la 34e place. Il est lors de ces Jeux olympiques d'hiver le seul représentant de Taïwan.